# Rafael Sperafico
Pour les articles homonymes, voir Sperafico.
Rafael Sperafico, né le 22 avril 1981 à Toledo, Brésil et mort le 9 décembre 2007  à São Paulo, Brésil, est un pilote automobile brésilien. Il a trouvé la mort dans un accident survenu à l'occasion d'une manche de stock-car brésilien sur le circuit d'Interlagos.

## Biographie
Issu d'une famille riche en pilotes de haut niveau, Rafael Sperafico s'est d'abord laissé tenter par le football avant de plonger à son tour dans les sports mécaniques. Il entame sa carrière dans le sport automobile aux États-Unis fin 2000, dans le championnat de Barber Dodge Pro Series. Progressant régulièrement dans la discipline, il termine la saison 2002 à la deuxième place finale derrière A. J. Allmendinger.
En 2003, suivant l'exemple de ses cousins (les jumeaux Rodrigo et Ricardo ainsi qu'Alexandre (en)), il tente sa chance en Europe, dans le championnat d'Euro Formule 3000, sorte de variante italienne du championnat international. Son unique saison dans la discipline s'avère peu probante (15e du championnat avec 2 points) et laisse sa carrière au point mort.
Après deux années à l'écart des circuits qu'il consacre à ses études, il retrouve la compétition en 2006 dans la Renault Super Clio Cup au Brésil. L'année suivante, il intègre les rangs du championnat de Brazilian Stock Car Light, la deuxième division du très populaire championnat de tourisme brésilien. Cette première saison s'achève dramatiquement le 9 décembre sur le circuit d'Interlagos à Sao Paulo, théâtre de la dernière manche du championnat. Après avoir perdu le contrôle de sa voiture et heurté un mur de pneus, il est renvoyé au milieu de la piste où il est très violemment percuté par la voiture no 62 de son compatriote Renato Russo. Arrivés rapidement sur le lieu de l'accident, les médecins ne peuvent que constater la mort du pilote brésilien, qui n'a pas survécu à un grave traumatisme crânien.